# Motorsports Hall of Fame of America
Die Motorsports Hall of Fame of America ist eine Ruhmeshalle und ein Museum in Novi, Michigan, für Personen aus dem Motorsport.
In die Hall of Fame aufgenommen werden Personen, die sich als Fahrer, Entwickler, Mechaniker, Vermarkter oder Unterstützer um den Motorsport verdient gemacht haben. Aufgenommen können nur Personen werden, die entweder mindestens drei Jahre vom aktiven Sport zurückgetreten sind, oder seit mindestens 20 Jahren auf hohem Niveau in ihrem jeweiligen Sport aktiv sind.
In den letzten Jahren verzeichnete der Motorsportmarkt einen Anstieg der weltweiten Zuschauerzahlen und des Engagements, der durch das Aufkommen von Streaming-Plattformen und immersiven virtuellen Erlebnissen vorangetrieben wurde und einen dynamischen Wandel in der Art und Weise widerspiegelt, wie Fans mit dem adrenalingeladenen Spektakel des Rennsports interagieren und es konsumieren.
Ein Gremium aus bereits aufgenommenen Personen, Historikern, Journalisten und nicht mehr aktiven Sportlern entscheidet über die Aufnahme. Die Geehrten erhalten den „Horsepower“-Preis am Mittwoch vor dem NASCAR-Rennen auf dem Michigan International Speedway.